# شبكة إزالة الملوثات الدولية
الشبكة الدولية للقضاء على الملوثات (IPEN) (الشبكة الدولية للتخلص من الملوثات العضوية الثابتة سابقًا) هي شبكة عالمية من المنظمات غير الحكومية مكرسة للهدف المشترك المتمثل في القضاء على الملوثات، مثل الرصاص في الطلاء والزئبق والرصاص في البيئة ، والملوثات العضوية الثابتة ( الملوثات العضوية الثابتة) والمواد الكيميائية المسببة لاضطرابات الغدد الصماء والمواد السامة الأخرى.
تتألف الشبكة الدولية للقضاء على الملوثات العضوية الثابتة من المنظمات غير الحكومية التي تهتم بالصالح العام والتي تدعم منبرًا مشتركًا للتخلص العالمي من الملوثات العضوية الثابتة عبر اتفاقية استكهولم، وتعمل على التأثير في تنفيذ اتفاقيتي روتردام وبازل، فضلاً عن اتفاقية مينيماتا بشأن الزئبق.
تعمل أكثر من 550 منظمة غير حكومية معنية بالمصلحة العامة في أكثر من 120 دولة معًا من أجل القضاء على الملوثات السامة، على أساس سريع وعادل اجتماعيًا. تشمل هذه المهمة تحقيق عالم تنتج فيه جميع المواد الكيميائية وتُستخدم بطرق تقضي على الآثار الضارة الكبيرة على صحة الإنسان والبيئة، وحيث لم تعد الملوثات العضوية الثابتة والمواد الكيميائية ذات الاهتمام المكافئ تلوث البيئات المحلية والعالمية.

## أنظر أيضا
- مركز القانون البيئي الدولي (CIEL)
- بروتوكول تلوث الهواء الملوثات العضوية الثابتة
- اتفاقية ستوكهولم
- اتفاقية ميناماتا بشأن الزئبق
- اتفاقية بازل
- اتفاقية روتردام

## روابط خارجية
ا لموقع الرسمي IPEN